# 石龙路
石龙路是中華人民共和國上海市徐汇区的一条道路，东西走向，西起老沪闵路，东至龙吴路接龙耀路，道路全長2100米，寬度為6米至9米。道路於1958年至1960年間修建，1960年正式通车。路名來自於附近的石龍村。为配合上海南站的施工，此路于2005年改建。道路沿途有上海南站南廣場。

## 交会道路
- 老沪闵路
- 龙川北路
- 东泉路
- 龙吴路[3]